# Тагир-Каляметдин
Мечеть Тагир-Каляметдин — мечеть в Ульяновске. Расположена на улице Скринского, 14.
Мечеть открыта в 1994 по проекту и на средства Т. К. Шангареева. Высота минарета 27 метров. При мечети с 1995 действует один из первых в России Институт исламских наук, выпуск первых 40 студентов из него осуществлен в 1999. Мечеть принадлежит мусульманской общине Ульяновска.
Имам — Р. Хасанов.